# Eprhopalotus cordylatus
Eprhopalotus cordylatus är en stekelart som beskrevs av Christer Hansson 2004. Eprhopalotus cordylatus ingår i släktet Eprhopalotus och familjen finglanssteklar. Inga underarter finns listade i Catalogue of Life.